# عبور موتور گازی ممنوع
  عبور موتور گازی ممنوع جزء نشان‌های بازدارنده یا انتظامی راهنمایی و رانندگی است. رانندگان موتور گازی در مسیرهایی که این نشان است نباید عبور و مرور کنند. این نشان در ایران نیز رایج است.